# Дніпро (ЗРК)
«Дніпро» — перспективний зенітно-ракетний комплекс (ЗРК) середньої дальності розробки низки підприємств українського оборонно-промислового комплексу.
Основним призначенням перспективного комплексу ППО «Дніпро» є боротьба з сучасними і перспективними аеродинамічними засобами повітряного нападу в умовах складної завадової обстановки; видача узагальненої інформації про повітряну обстановку та інформації про результати бойової роботи на високопоставлений командний пункт.

## Історія
Згідно з наявною інформацією,[якою?] Міністерство оборони України поставило стислі терміни для розробників перспективного ЗРК. Так перший дослідний зразок повинен бути готовий в 2014 році. За задумом військового керівництва, ЗРК «Дніпро» повинен встановлюватися на українські корвети проекту 58250. У разі порушення термінів або не відповідності тактико-технічним характеристам, комплекс буде замінений на французький аналог ЗРК «ASTER-15».
За заявою військових, новий комплекс здатний знищувати літаки і вертольоти всіх типів, безпілотні літальні апарати та крилаті ракети на середніх і малих дальностях. При тому, що збивати цілі комплекс може в будь-який час доби, навіть за складних метеоумов і за активної інформаційної, вогневої та маневреної протидії супротивника. До складу ЗРК «Дніпро» входить пункт бойового управління (на шасі броньованого КрАЗ-6322), багатофункціональної РЛС (також на шасі КрАЗ-6322), а також пускові установки.
1 грудня 2016 року було опубліковане повідомлення про успішні запуски крилатих ракет «Нептун» та зенітних ракет «Дніпро» на полігоні на півдні України.
Слід зазначити, що багатофункціональна радіолокаційна станція розроблена за технологією активних фазованих антенних решіток і забезпечує дальність виявлення цілі в 150 км. ЗРК «Дніпро» може одночасно випустити по шести цілях 12 керованих ракет. Зенітні ракети, що використовуються в комплексі, двох модифікацій: із командним телекеруванням на початковому і середньому ділянках траєкторії й активним самонаведення на кінцевій ділянці і з радіокорекцією наведення на початкову та середню ділянки й активним самонаведення на кінцевій ділянці.
Тактико-технічні характеристики ЗРК «Дніпро»: Максимальна дальність виявлення цілі типу тактичний винищувач, км: на висоті 7 км — не менше 150; на висоті 0,15 км — не менше 50; на висоті 0,02 км — не менше 28; Дальність стійкого супроводу тактичного винищувача — 120 км; Мінімальна висота ураження цілі — 0,015 км; Максимальна висота ураження цілі — 25 км; Час готовності (включення) комплексу до бойової роботи — не більше 4 хвилин.

### Створення ракети
У травні 2018 року «Укрпатентом» був виданий патент на нову зенітну ракету розробки КБ «Південне». Виданням Defence Express було висловлено припущення, що ракета призначена саме для ЗРК «Дніпро». Зенітна керована ракета має особливість — нестандартна система газодинамічного поперечного управління ракетою, що нагадує схожу систему на керованому реактивному снаряді комплексу РСЗВ «Вільха».
Заявка на видачу патенту була подана в жовтні 2017 року. Згідно опису, зенітна керована ракета складається з відсіку наведення з притупленим радіопрозорим обтічником оживальної форми, відсіку керування, реактивного силового блока, бойового відсіку з вкладною осколково-фугасною бойовою частиною, маршевого РДТП (ракетний двигун твердого палива), крил, розташованих біля центра мас та хвостового відсіку з аеродинамічними рулями. Особливими рисами також є те, що крила та рулі повернуті під кутом 45˚ до площин стабілізації, а реактивний силовий блок і бойовий відсік утворюють єдиний відсік.
В липні 2018 року видання «Народна Армія» повідомило про придбання необхідного закордонного обладнання для налагодження замкненого циклу виробництва ракет «буківського» калібру, яке надалі буде використане і для виробництва перспективного українського ЗРК середньої дальності (імовірно йдеться про ЗРК «Дніпро»).

## Підприємства-виробники
ЗРК середньої дальності «Дніпро» продукт спільної діяльності українських оборонних підприємств:
- НВК «Іскра» (багатофункціональна радіолокаційна станція наведення ракет) — м. Запоріжжя;
- НВП «Аеротехніка-МЛТ» (пункт бойового управління для ЗРК «Дніпро») — м. Київ;
- ДержККБ «Луч» (ракети) — м. Київ;
- ДП ЛНДРТІ (розробник ГСН) — м. Львів;
- ПАТ «АвтоКрАЗ» (ходова частина/шасі) — м. Кременчук, Полтавська обл..

Загальне керівництво проектом «Укроборонсервіс».

## Склад
До складу ЗРК «Дніпро» входить
- Пункт бойового управління
- Багатофункціональна РЛС
- Пускові установки — до 6 шт.

### Пункт бойового управління
Пункт бойового управління розміщено на шасі броньованого КрАЗ-6322 і складається з двох відсіків:
- апаратний, де розміщуються:

автоматизовані робочі місця бойового розрахунку;
засоби обробки та документування інформації;
засоби зв'язку.
- агрегатний, де розміщуються два дизельних агрегати електроживлення (основний і резервний).

### Багатофункціональна РЛС
БРЛС розроблена за технологією активних фазованих антенних решіток і розміщена на шасі КрАЗ-6322.
Характеристики багатофункціональної РЛС
- дальність виявлення по цілі з ефективною площею розсіювання 1 м² становить 150 км;
- оцифрування сигналів проводиться на проміжній частоті і подальша їх обробка (фільтрація, виявлення, стежать координатні системи, функції захисту під перешкод і т. д.) здійснюється на програмному рівні спеціальними обчислювачами.
- звернення до цілей послідовне із змінним темпом;
- кількість математично супроводжуваних траєкторій цілей — 100
- кількість одночасно автоматично супроводжуваних для обстрілу цілей — 6;
- кількість одночасно керованих ракет — 12;
- реалізована командна радіолінія управління, лінія радіокорекції координатної інформації про цілі.

### Зенітна керована ракета
- двоступенева (стартовий прискорювач і маршова ступінь).
- рухові установки обох ступенів — ракетні двигуни твердого палива.

Спосіб керування ракетою — комбінований: радіокомандне наведення на початковій і середній ділянках траєкторії і активне самонаведення на кінцевій ділянці траєкторії.
Самонаведення зенітної керованої ракети на кінцевій ділянці траєкторії забезпечується активною головкою самонаведення міліметрового діапазону